# Insilico Medicine
Insilico Medicine — биотехнологическая компания, расположенная в местечке Паксэккок в Научном парке Гонконга вблизи от Китайского университета Гонконга. Компания комбинирует геномику, анализ больших данных и методы глубокого обучения для создания новых медицинских препаратов in silico.

## История
Генеральный директор Александр Жаворонков основал Insilico Medicine в 2014 как альтернативу тестированию препаратов на животных для исследовательских программ в фармацевтической промышленности. Используя искусственный интеллект и методы глубокого обучения, Insilico анализирует, как различные соединения воздействуют на клетки, какие соединения следует выбрать для достижения желаемого эффекта, и какие побочные эффекты при этом возможны. Через свой отдел Pharma.AI компания предоставляет сервис машинного обучения различным фармацевтическим, биотехнологическим и косметическим компаниям. Insilico известна поиском сотрудников посредством хакатонов, таких как их собственный «MolHack online hackathon».
Компания имеет множество сотрудничеств в сферах технологий искусственного интеллекта следующего поколения, таких как генеративно-состязательные сети и обучение с подкреплением, с целью создания новых молекулярных структур с желаемыми свойствами. Совместно с группой Алана Аспуру-Гузика (англ. Alán Aspuru-Guzik) в Гарварде, сотрудники компании опубликовали научную статью об улучшенной GAN архитектуре для создания молекулярных соединений посредством комбинированного использования GAN, обучения с подкреплением и дифференциального нейронного компьютера.
Одна из работ Insilico в научном журнала Nature Communications, описывающая iPANDA алгоритм снижения размерности, включала в качестве соавторов сотрудников 11 институтов. В 2017 году Insilico была названа NVIDIA одной из пяти AI-компаний, которые, по её мнению, имеют наибольший потенциал социального воздействия. Insilico имеет свои R&D ресурсы в Бельгии, России и Великобритании. Сотрудников компания предпочитает искать через хакатоны и другие локальные соревнования. В 2017 году Insilico привлекла инвестиций на 8,26 миллионов долларов, включая таких инвесторов как Deep Knowledge Venturesen, JHU A-Level Capital, Jim Mellonen и Juvenescence.
В сентябре 2019 компания в сотрудничестве с исследователями из Университета Торонто с помощью AI идентицировала несколько потенциальных лекарств за 21 день, одно из которых затем продемонстрировало многообещающие результаты в эксперименте на мышах. Весь процесс в целом занял 46 дней.